# Halowe Mistrzostwa Europy w Lekkoatletyce 2011 – bieg na 800 m kobiet
Bieg na 800 metrów kobiet – jedna z konkurencji rozegranych podczas halowych lekkoatletycznych mistrzostw Europy w hali Palais Omnisports de Paris-Bercy w Paryżu.
W lipcu 2012 odebrano złoto Jewgieniji Zinurowej z powodu wykrycia w jej organizmie niedozwolonego dopingu. Rok później srebrny medal odebrany został Julii Rusanowej.

## Terminarz
| Data    | Godzina |            |
| ------- | ------- | ---------- |
| 4 marca | 16:25   | Eliminacje |
| 5 marca | 15:20   | Półfinał   |
| 6 marca | 16:00   | Finał      |

## Rezultaty

### Eliminacje
Rozegrano 4 biegi eliminacyjne, do których przystąpiło 21 biegaczek. Awans do półfinału uzyskały zawodniczki z jednego z pierwszych dwóch miejsc w swoim biegu (Q). Skład półfinałów uzupełniło cztery zawodniczki z najlepszymi czasami wśród przegranych (q).

#### Bieg 1
| Poz. | Tor | Zawodniczka       | Reprezentacja   | Czas    | Uwagi |
| ---- | --- | ----------------- | --------------- | ------- | ----- |
| 1    | 6   | Tatjana Palijenko | Rosja           | 2:03.24 | Q     |
| 2    | 4   | Eglė Balčiūnaitė  | Litwa           | 2:03.74 | Q     |
| 3    | 1   | Marilyn Okoro     | Wielka Brytania | 2:03.86 | q     |
| 4    | 3   | Teodora Kołarowa  | Bułgaria        | 2:08.21 |       |
| 5    | 2   | Luiza Gega        | Albania         | 2:08.75 |       |
|      | 5   | Merve Aydın       | Turcja          |         | DNF   |

#### Bieg 2
| Poz. | Tor | Zawodniczka            | Reprezentacja | Czas    | Uwagi |
| ---- | --- | ---------------------- | ------------- | ------- | ----- |
| 1    | 6   | Linda Marguet          | Francja       | 2:02.21 | Q     |
| 2    | 2   | Yeliz Kurt             | Turcja        | 2:03.02 | q     |
| 3    | 4   | Eleni Filandra         | Grecja        | 2:03.89 | SB    |
| 4    | 3   | Margarita Fuentes-Pila | Hiszpania     | 2:09.15 |       |
|      | 5   | Jewgienija Zinurowa    | Rosja         | 2:01.07 | DSQ   |

#### Bieg 3
| Poz. | Tor | Zawodniczka     | Reprezentacja | Czas    | Uwagi |
| ---- | --- | --------------- | ------------- | ------- | ----- |
| 1    | 3   | Lilija Łobanowa | Ukraina       | 2:05.41 | Q     |
| 2    | 2   | Lenka Masná     | Czechy        | 2:06.65 |       |
| 3    | 6   | Mihaela Nunu    | Rumunia       | 2:06.67 |       |
| 4    | 5   | Suvi Selvenius  | Finlandia     | 2:10.88 |       |
|      | 4   | Julija Rusanowa | Rosja         | 2:05.17 | DSQ   |

#### Bieg 4
| Poz. | Tor | Zawodniczka         | Reprezentacja   | Czas    | Uwagi |
| ---- | --- | ------------------- | --------------- | ------- | ----- |
| 1    | 3   | Jennifer Meadows    | Wielka Brytania | 2:02.96 | Q     |
| 2    | 4   | Tetiana Petluk      | Ukraina         | 2:03.02 | Q     |
| 3    | 5   | Elián Périz         | Hiszpania       | 2:03.56 | q, SB |
| 4    | 2   | Jana Hartmann       | Niemcy          | 2:03.58 | q     |
|      | 6   | Elena Mirela Lavric | Rumunia         |         | DNF   |

### Półfinał

#### Bieg 1
| Poz. | Tor | Zawodniczka       | Reprezentacja   | Czas    | Uwagi |
| ---- | --- | ----------------- | --------------- | ------- | ----- |
| 1    | 5   | Eglė Balčiūnaitė  | Litwa           | 2:02.44 | Q     |
| 2    | 1   | Marilyn Okoro     | Wielka Brytania | 2:02.65 | Q, SB |
| 3    | 2   | Lilija Łobanova   | Ukraina         | 2:02.67 |       |
| 4    | 6   | Elián Périz       | Hiszpania       | 2:03.31 | PB    |
| 5    | 3   | Tatjana Palijenko | Rosja           | 2:03.41 |       |
|      | 4   | Julija Rusanowa   | Rosja           | 2:02.48 | DSQ   |

#### Bieg 2
| Poz. | Tor | Zawodniczka         | Reprezentacja   | Czas    | Uwagi |
| ---- | --- | ------------------- | --------------- | ------- | ----- |
| 1    | 5   | Jennifer Meadows    | Wielka Brytania | 2:00.65 | Q     |
| 2    | 6   | Linda Marguet       | Francja         | 2:01.32 | Q, PB |
| 3    | 3   | Tetiana Petluk      | Ukraina         | 2:02.19 |       |
| 4    | 2   | Jana Hartmann       | Niemcy          | 2:02.65 |       |
| 5    | 1   | Yeliz Kurt          | Turcja          | 2:03.32 |       |
|      | 4   | Jewgienija Zinurowa | Rosja           | 2:00.93 | DSQ   |

### Finał
| Poz. | Tor | Zawodniczka         | Reprezentacja   | Czas    | Uwagi |
| ---- | --- | ------------------- | --------------- | ------- | ----- |
|      | 5   | Jennifer Meadows    | Wielka Brytania | 2:00.19 |       |
|      | 6   | Linda Marguet       | Francja         | 2:01.61 |       |
|      | 1   | Marilyn Okoro       | Wielka Brytania | 2:02.46 | SB    |
| 4    | 2   | Eglė Balčiūnaitė    | Litwa           | 2:04.86 |       |
|      | 4   | Jewgienija Zinurowa | Rosja           | 2:00.19 | DSQ   |
|      | 3   | Julija Rusanowa     | Rosja           | 2:00.80 | DSQ   |